# Henjo Richter
Henjo Oliver Richter (Amburgo, 24 novembre 1963) è un musicista tedesco noto per la sua militanza nelle band Gamma Ray e Avantasia.

## Biografia
Ha iniziato a suonare la chitarra elettrica a 13 anni come autodidatta.
Nel 1997 fu chiamato nei Gamma Ray a sostituire Dirk Schlächter che passò al basso da Somewhere Out in Space in poi.
Nel 2001 fu ingaggiato da Tobias Sammet per suonare su Avantasia.
Nel 2017, con il collega dei Gamma Ray Michael Ehré, fonda i The Unity.

## Discografia

### Gamma Ray
- 1997 - Somewhere Out in Space
- 1997 - The Karaoke Album (compilation pubblicata solo in Giappone)
- 1999 - Powerplant
- 2000 - Blast from the Past (compilation)
- 2001 - No World Order
- 2003 - Skeletons in the Closet (live)
- 2005 - Majestic
- 2007 - Land of the Free II
- 2008 - Hell Yeah! The Awesome Foursome (live)
- 2010 - To The Metal
- 2011 - Skeletons & Majesties (EP)
- 2012 - Skeletons & Majesties Live (live)
- 2014 - Empire of the Undead
- 2015 - The Best (Of) (compilation)
- 2021 - 30 Years Live Anniversary (live)

### Avantasia
- 2000 - Avantasia (EP)
- 2001 - Avantasia - The Metal Opera - Part I
- 2002 - Avantasia - The Metal Opera - Part II
- 2008 - Avantasia - The Scarecrow
- 2010 - Avantasia - Angel of Babylon
- 2011 - Avantasia - The Flying Opera

### The Unity
- 2017 - The Unity
- 2018 - Rise
- 2020 - Pride